# 12ステップのプログラム
12ステップ・プログラム（Twelve-step program）とは、依存症（アディクション）、強迫性障害、その他行動問題からの回復のための、ガイドライン方針のリストである。これはアルコホーリクス・アノニマス（AA）による1939年の著書、Alcoholics Anonymous: The Story of How More Than One Hundred Men Have Recovered from Alcoholism（通称ビッグブック）において、アルコール依存症からの回復手法として示された。現在では様々な組織がAAのこの手法を取り入れている。
アメリカ心理学会は、このプロセスを以下に要約している
- 自身のアルコール依存、嗜癖、強迫性障害をセルフコントロールできないことを認めた。
- 自身には、ハイヤーパワーが与えられていることを認めた。
- スポンサー（経験豊富なメンバー）の助けを借りて、過去の過ちを見直した。
- それらの過ちを修正しようとした
- 新しい行動規範を持ち、新しい人生を学んだ
- 同じようなアルコール依存、嗜癖、強迫性障害を持つ人々を助けようとした

## プロセス
アルコール依存症などの物質依存においては、当人はアレルギーのような身体反応が形成されているため、それによってさらに物質を強迫的に使用することとなる。
これは物質乱用に限らず、強迫的ホーディング、注意散漫、摂食障害、機能不全イネーブリング、多動性、軽躁、不眠症、神経過敏、モチベーション不足、怠惰、躁病、パニック発作、心身症、衝動制御障害、先延ばし、自傷行為、自殺試行などにおいても確認される。
プログラムの第1ステップにおいて、人々は薬物乱用に関連する問題行動に対して「無力（powerless）」であることを表明する。これは否認の放棄であり、その強迫性・衝動に対してセルフコントロールを失っていることを受け入れるものである（アクセプタンス）。依存性に完全な「治癒」ということは決して無いが、プログラムを通してそれを「管理」することを学ぶ
強迫的感情とは、認知された強迫的行動であり、それは一定期間我慢した後に繰り返されるもので、その結果は止められずに終わると知っていたり、その妄想が現実には異なる結果に終わるものである。第1ステップでは、アルコール依存者やアディクトは、自身が管理不能（unmanageable）な状態であり、当人の心は、再飲酒・再使用するかどうかを選択する能力を失っていると述べている。
プログラムではまた、以下の「スピリチュアルな病気（spiritual malady）」が挙げられている。
1. 落ち着きがない、過敏である、不満を感じている (page xxvi),
2. 対人関係に問題を抱えている
3. 感情的な性格を、うまくコントロールできない
4. 不幸や抑うつの犠牲であったり、苦しんでいる
5. 生活を立てることができない（幸せな生き方ではない）
6. 価値がないと感じている
7. 恐怖に満ちている
8. 不幸である
9. 他者に対して現実的な助けができない (page 52),
10. 劇場全体を駆け回わりたい役者のようである (pages 60–61),
11. 百数ものの恐れ、自己妄想、自己探求、自己同情に駆り立てられている(page 62),
12. 自己暴動を起こす (page 62),
13. 二重生活を送っている (page 73),
14. 他人の人生の上を通過する竜巻のような生き方をしている (page 82)
15. 利己的で控えめな習慣を持つ

挙げられたこれらの病気は、自己中心性というアディクションに共通の中核問題とされている。いくつかの12ステップグループはこれらの考えが有用だとしている。プログラムへの参加は、道徳的意識、自己犠牲、無私の建設的行動の意欲を高めることで、このような自己中心性を置き換えることを意図している。ステップグループにおいては、これは「スピリチュアルな目覚め」「宗教的経験」と表現している

## 12ステップ
以下はアルコール・アノニマスによる原点の12ステップである。
1. 私たちはアルコールに対して無力（powerless）であることを自覚した（admitted）－自分自身の生活がコントロール不能（unmanageable）である。
2. 偉大なパワー（Power greater）が、私たちを正気に戻してくれると考えるようになった。
3. 私たちの意思（will）と生活（lives）について、自分で理解している神の行い（care of God）にゆだねると決めた。
4. 恐れずに自分自身のモラルを深掘りし、その一覧（inventory）を作った。
5. 神に対し、自分自身に対し、他の人々に対し、自分自身の欠点の正確な気質（exact nature of our wrongs）を受け入れた（admit）。
6. これらの気質的な欠点（defects of character）を、すべて神に取り除いてもらうことを受け入れた。
7. 自分の欠点を取り除いてくださいと、謙虚に神に求めつづけた。
8. 私が迷惑をかけた人々のリストを作り、彼ら全員に償いをすることをいとわなく（willing）なった。
9. その人々に対し、彼らを傷つけない限り、機会があった際に可能な限り、直接的な償い（direct amends）を行なった。
10. 自分自身の気質について、その一覧を継続的に把握し続け、過ち（wrong）があればすぐにそれを認めた（admit）。
11. 祈りと瞑想を通して神との意識的接触を深め、私たちへの神の意志と、それを実現しようとする神の力を知ろうとし、これらだけを祈りにより求めた。
12. これらのステップの結果、私たちはスピリチュアルに目覚め（spiritual awakening）、このメッセージをアルコホーリックに伝え、さらにこの原理を私たちのあらゆる場面で実践（practice）しようとした。